# Помег
Помег (фр. Pomègues) — крупнейший остров в архипелаге Фриульские острова в Средиземном море, западнее центра Марселя. Административно относится к округу Марсель департамента Буш-дю-Рон региона Прованс — Альпы — Лазурный Берег. Население 28 человек (2021).
С 1822 года соединён молом с соседним островом Ратонно. Острова Помег и Ратонно укреплены и вместе с замком Иф защищали рейд Марселя. С 1906 по 1999 год на острове находился маяк.